# Notholimnophila exclusa
Notholimnophila exclusa är en tvåvingeart som först beskrevs av Alexander 1922.  Notholimnophila exclusa ingår i släktet Notholimnophila och familjen småharkrankar. Inga underarter finns listade i Catalogue of Life.